# باشگاه فوتبال مالاتیا

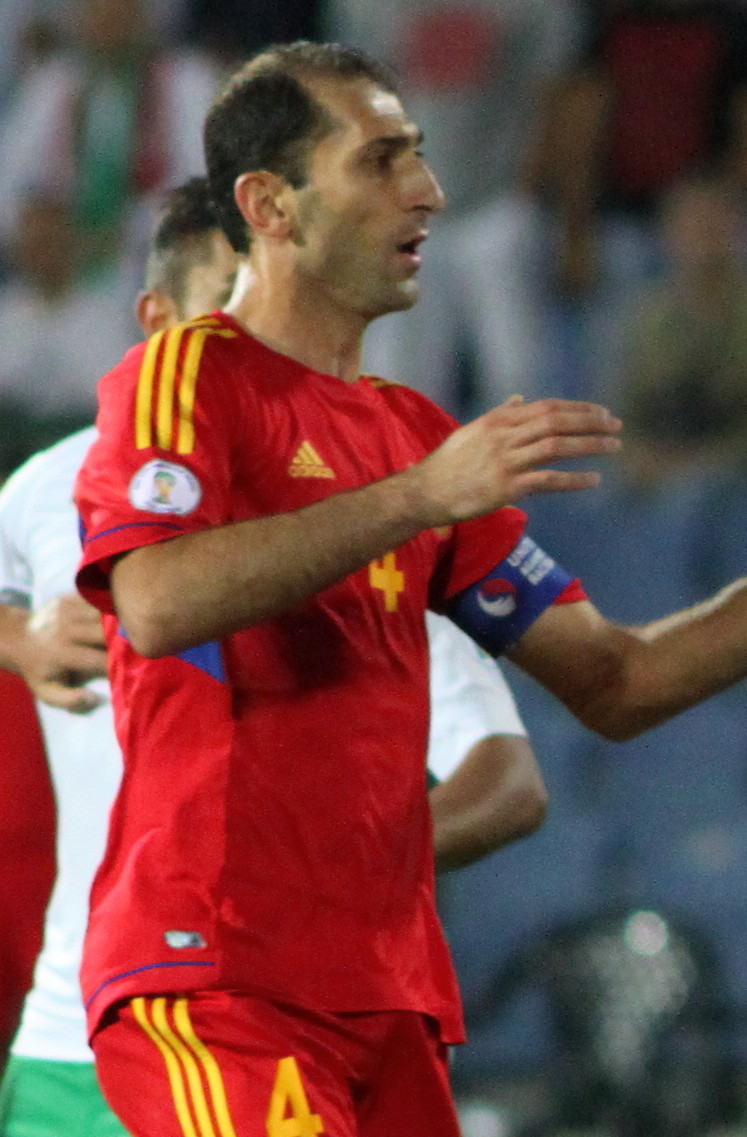
سارگیس هوسپیان

باشگاه فوتبال مالاتیا (ارمنی: Ֆուտբոլային Ակումբ Մալաթիա؛ انگلیسی: FC Malatia) یک باشگاه فوتبال در شهر ایروان و در کشور ارمنستان می‌باشد که در لیگ برتر فوتبال ارمنستان بازی می‌کرد. 

## تاریخچه
این باشگاه در سال ۱۹۹۰ میلادی تأسیس شد و در سال ۲۰۰۲ میلادی منحل شد و در حال حاضر در سطح فوتبال حرفه‌ای فعالیتی ندارد.

### نام‌های پیشین
- ۱۹۹۰–۱۹۹۲: «مالاتیا» ایروان / «کیلیا» ایروان
- ۱۹۹۳ - «مالاتیا-کیلیکیا» ایروان
- ۲۰۰۱ — «مالاتیا» ایروان

## آمار لیگ
| اتحاد شوروی (۱۹۹۰ – ۱۹۹۱)                       |                               |     |      |     |       |      |        |          |     |        |      |
| فصل                                             | دسته                          | سطح | بازی | برد | تساوی | باخت | گل زده | گل خورده | +/- | امتیاز | مکان |
| ۱۹۹۰                                            | Vtoraja nizšaja liga - 2 zona | ۴   | ۲۲   | ۹   | ۲     | ۱۱   | ۳۹     | ۴۵       | -۶  | ۲۰     | ۶.   |
| ۱۹۹۱                                            | Vtoraja nizšaja liga - 2 zona | ۴   | ۳۸   | ۱۶  | ۸     | ۱۴   | ۵۹     | ۵۴       | +۵  | ۴۰     | ۷.   |
| ارمنستان (۱۹۹۲ – ۲۰۰۱)                          |                               |     |      |     |       |      |        |          |     |        |      |
| فصل                                             | دسته                          | سطح | بازی | برد | تساوی | باخت | گل زده | گل خورده | +/- | امتیاز | مکان |
| ۱۹۹۲                                            | لیگ برتر                      | ۱   | ۲۲   | ۱۱  | ۵     | ۶    | ۵۸     | ۳۷       | -۳۷ | ۲۷     | ۱۶.  |
| ۱۹۹۳                                            | لیگ برتر                      | ۱   | ۲۸   | ۲   | ۵     | ۲۱   | ۲۵     | ۹۲       | -۶۷ | ۹      | ۱۵.  |
| این باشگاه از سال ۱۹۹۴ تا سال ۲۰۰۰ غیرفعال بود. |                               |     |      |     |       |      |        |          |     |        |      |
| ۲۰۰۱                                            | لیگ دسته اول                  | ۲   | ۱۴   | ۱۰  | ۳     | ۱    | ۳۹     | ۱۴       | +۲۵ | ۳۳     | ۱.   |

## افتخارات

### تیمی
لیگ دسته اول فوتبال ارمنستان (۱) – ۲۰۰۱

### انفرادی
- برترین گلزن فصل
  - ۲۰۰۱ – تیگران غاراباغتسیان (۱۶)

## مربیان
- جمهوری سوسیالیستی ارمنستان شوروی - سامول داربینیان (۱۹۹۰)
- جمهوری سوسیالیستی ارمنستان شوروی - گئورگ پاپیان (۱۹۹۱)
- ارمنستان - واغارشاک آصلانیان (۱۹۹۲–۱۹۹۳)